# John Wright
John Wright (Calabasas, 1943/1944 - 20 de abril de 2023) foi um editor de filmes certificado pela ACE. Wright recebeu duas indicações ao Oscar por seu trabalho em A Caçada ao Outubro Vermelho (1990) e Speed (1994). Ele trabalhou duas vezes com o diretor Mel Gibson, editando A Paixão de Cristo e Apocalypto. 

## Filmografia
- Convoy (1978)
- Only When I Laugh (1981)
- Frances (1982)
- Mass Appeal (1984)
- The Running Man (1987)
- A Caçada ao Outubro Vermelho (1990)
- Teenage Mutant Ninja Turtles II: The Secret of the Ooze (1991)
- Necessary Roughness
- O Último Grande Herói (1993)
- Speed (1994)
- Die Hard with a Vengeance (1995)
- Broken Arrow (1996)
- Deep Rising (1998)
- The 13th Warrior (1999)
- The Thomas Crown Affair (1999)
- X-Men (2000)
- Rollerball (2002)
- A Paixão de Cristo (2004)
- Glory Road (2006)
- Apocalypto (2006)
- O Incrível Hulk (2008)
- Secretariat (2010)
- Heaven Is for Real (2014)